# Unstable
Unstable je drugi album sastava Adema, koji je objavljen 19. kolovoza 2003. Prodano je oko 200.000 primjeraka. Single s tog albuma bio je Unstable, za koji je snimljen i video.

## Popis pjesama
1. Co-Dependent (3:28)
2. Rip The Heart Out Of Me (2:24)
3. Stand Up (3:05)
4. Unstable (4:16)
5. Promises (4:16)
6. Blame Me (3:56)
7. So Fortunate (3:47)
8. Stressin' Out (3:38)
9. Do You Hear Me (3:26)
10. Let Go (3:05)
11. Betrayed Me (3:22)
12. Needles (3:10)